# Hyde Park (város, Vermont)
Hyde Park település az Amerikai Egyesült Államok Vermont államában, Lamoille megyében, melynek megyeszékhelye is. Lakosainak száma 3020 fő (2020. április 1.).

## Népesség
A település népességének változása:

| 2010 | 2 954 |
| 2020 | 3 020 |